# 砲兵旅団 (ロシア陸軍)
砲兵旅団（артиллерийская бригада；略称абр）は、ロシア陸軍の軍管区、軍（軍団）直轄の基本的な砲兵部隊である。自走榴弾砲大隊、ロケット砲大隊、対戦車砲大隊、砲兵偵察大隊（中隊）等を保有する単一兵科部隊であり、兵力は約1千人。通常、指揮官は大佐である。

## 概要
砲兵旅団自体は以前から存在するが、2008年12月にロシア連邦軍参謀総長により承認された定員表において、以下の編制表が規定された。
- 定員表第8/071号
  - 51型：自走榴弾砲大隊＋ロケット砲大隊＋対戦車砲大隊＋砲兵偵察大隊
  - 52型：2個自走榴弾砲大隊＋対戦車砲大隊＋砲兵偵察中隊

## 編制
51型旅団の編制。括弧内は52型。
- 旅団本部
- 自走榴弾砲大隊 x1（2）
- ロケット砲大隊 x1（0）
- 対戦車砲大隊 x1（1）
- 砲兵偵察大隊 x1（砲兵偵察中隊 x1）
- 統制中隊
- 工兵小隊
- 放射線・化学・生物学防護小隊
- 修理中隊
- 物資保障中隊
- 警備小隊
- 医療所
- 軍楽隊
- クラブ
- 教育・訓練複合体

## 人員
| 階級     | 51型 | 52型 |
| -------- | ---- | ---- |
| 大佐     | 1    | 1    |
| 中佐     | 12   | 11   |
| 少佐     | 24   | 22   |
| 大尉     | 20   | 18   |
| 上級中尉 | 45   | 42   |
| 下士官   | 246  | 237  |
| 兵       | 647  | 664  |
| 計       | 995  | 995  |

## 装備
51型旅団の編制。括弧内は52型。

### 主要装備
- 戦闘車両9P149 x18（18）
- 地上統制装置9S53 x2（2）
- 戦闘車両9P140「ウラガン」 x8（0）
- 152mm自走榴弾砲2S19 x18（36）
- 100mm対戦車砲MT-12R x4（4）
- 100mm対戦車砲MT-12＋APN-6-40 x2（2）
- 指揮・幕僚車MP24R-4 x1（0）
- 複合体1V12M x1（2）
- 複合体1V17 x1（0）
- 燃料輸送・補給車9T452 x16（0）
- 偵察所PRP-4M x3（3）
- 音響測定複合体AZK-7 x2（1）
- 複合体1L219「ズーパルク」 x0（1）
- 無線中継所R-419 MP x2（2）
- 装置P-240 I x1（1）

### 自動車装備
- 自動車 x206（195）
  - 軽自動車 x2（2）
  - 貨物車 x99（119）
  - 特殊車両（汎用） x3（3）
  - 特殊車両（兵科・兵種） x102（71）
- 兵器牽引、兵員・貨物輸送、兵器・機材組み立て用の装軌式輸送・牽引車 x13（19）
- 兵器・機材牽引、兵器・機材組み立て用の装軌式輸送・牽引車 x33（33）
- 輸送連結車 x21（20）